# Yann Cucherat
Yann Cucherat, né le 2 octobre 1979 à Lyon 4e (Rhône), est un homme politique et gymnaste français. Ses agrès de prédilection sont les barres parallèles et la barre fixe.
Il entame une carrière politique en 2014 comme adjoint du maire de Lyon, Gérard Collomb, avant de se porter lui-même candidat à la mairie à l'occasion des élections de 2020. 

## Biographie

### Parcours sportif
Yann Cucherat naît le 2 octobre 1979 à Lyon. Il commence la gymnastique très jeune, à l’école gymnique de Jassans-Riottier, où ses parents étaient entraîneurs au club. C'est là qu'il obtient son premier titre de champion de France en « fédéral minimes » en 1993. 
En raison de son fort potentiel, il intègre en 1989 la Convention gymnique de Lyon grâce au programme sport-étude, et il s’entraîne avec Anatoli Vorontzov. 
En 1997, il participe à ses premiers mondiaux et finit 12e par équipes. 
En 2000, lors de ses premiers Jeux olympiques, il termine 6e en barres parallèles, 9e par équipes et 16e du concours général. La  même année, lors de ses premiers championnats d'Europe, il termine 4e en barres parallèles, 4e par équipes et 15e du concours général
En 2004, il quitte son club lyonnais pour l'INSEP de Paris avec comme entraîneur Laurent Barbiéri. Ses agrès préférés sont les barres parallèles et la barre fixe. Il passe le Professorat de sport (PS) et souhaite devenir entraîneur national après sa carrière de gymnaste.
Il est désigné sportif lyonnais préféré de l'année 2008.
Il est nommé directeur sportif de l'équipe de France de gymnastique artistique masculine à la FFGym en 2013. Le 16 novembre 2013, il organise au palais des sports de Lyon un jubilé au cours duquel il annonce la fin de sa carrière en tant que gymnaste,.

### Parcours politique
En 2014, il est candidat aux élections municipales à Lyon dans le 5e arrondissement sur la liste PS, qui est élue au deuxième tour. Yann Cucherat est également élu à la mairie centrale et devient adjoint au maire de Lyon, Gérard Collomb, chargé des sports, des grands événements et du tourisme.
Il participe au projet d'Emmanuel Macron, candidat à l'élection présidentielle française de 2017.
Il est candidat à la mairie de Lyon comme tête de liste de La République en marche-Mouvement démocrate aux élections municipales de 2020, en association avec Gérard Collomb. Lors du premier tour le 15 mars, sa liste obtient 14,92 % des voix sur l'ensemble de la ville de Lyon, à la troisième place des listes participantes. Elle fusionne entre les deux tours avec celle des Républicains menée par Étienne Blanc mais est largement battue au second tour par la liste d'union d'Europe Écologie Les Verts et de la gauche dirigée par Grégory Doucet, avec 30,58 % de suffrages exprimés contre 52,40 %,.
Il devient en juillet 2020, président du groupe d'opposition Pour Lyon, rassemblant des élus du centre dont Gérard Collomb. Le 20 septembre 2024, il annonce sa démission du conseil municipal afin de prendre le poste de manager général de la haute performance de l'Agence nationale du sport le 1er octobre suivant.

## Palmarès

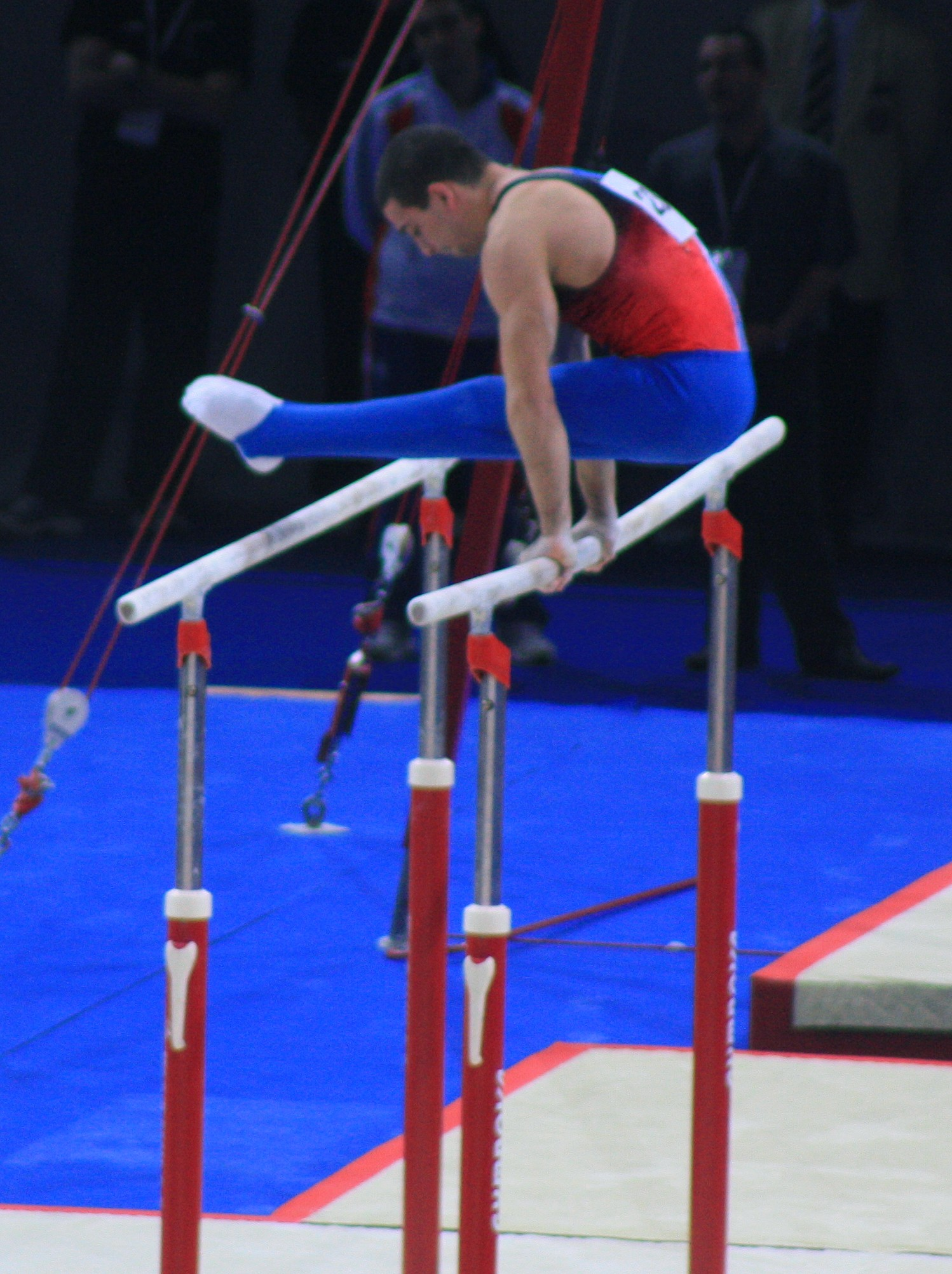
Yann Cucherat lors des internationaux de France en 2010.

### Jeux olympiques
- Sydney 2000
  - 6e aux barres parallèles

- Athènes 2004
  - 6e aux barres parallèles
  - 9e au concours par équipes

- Pékin 2008
  - 8e au concours par équipes
  - 8e à la barre fixe

- Londres 2012
  - 8e au concours par équipes

### Championnats du monde
- Melbourne 2005
  -  médaille d'argent à la barre fixe
  -  médaille de bronze aux barres parallèles

### Championnats d'Europe
- Ljubljana 2004
  -  médaille de bronze au concours par équipes
  -  médaille de bronze aux barres parallèles

- Debrecen 2005
  -  médaille d'argent aux barres parallèles

- Volos 2006
  -  médaille d'argent aux barres parallèles

- Lausanne 2008
  -  médaille d'argent aux barres parallèles

- Milan 2009
  -  médaille d'or aux barres parallèles
  -  médaille d'argent à la barre fixe

- Birmingham 2010
  -  médaille de bronze au concours par équipes
  -  médaille d'or aux barres parallèles

### Championnats de France
- Championnats de France 1996 :
  -  médaille d'argent aux barres parallèles
  -  médaille d'argent aux anneaux

- Championnats de France 1997 :
  -  médaille de bronze au concours général

- Championnats de France 1998 :
  -  médaille d'or au concours général

- Championnats de France 1999 :
  -  médaille d'or au concours général
  -  médaille d'argent
  -  médaille de bronze

- Championnats de France 2000 :
  -  médaille d'or au concours général
  -  médaille d'or aux anneaux
  -  médaille de bronze au cheval d'arçons

- Championnats de France 2001 :
  -  médaille d'or aux barres parallèles
  -  médaille d'argent au concours général

- Championnats de France 2002 :
  -  médaille d'or au concours général
  -  médaille de bronze au sol
  -  médaille de bronze à la barre fixe

- Championnats de France 2003 :
  -  médaille d'or aux barres parallèles

- Championnats de France 2004 :
  -  médaille d'or aux barres parallèles
  -  médaille d'argent à la barre fixe

- Championnats de France 2005 :
  -  médaille d'or au concours général
  -  médaille d'or aux barres parallèles
  -  médaille d'argent au cheval d'arçons

- Championnats de France 2010 :
  -  médaille d'argent au cheval d'arçons

## Synthèses des résultats électoraux

### Élections municipales
Les résultats ci-dessous concernent uniquement les élections où il est tête de liste.
| Année | Liste | Liste                     | Commune       | 1er tour | 1er tour | 1er tour | 2d tour | 2d tour | 2d tour | Sièges obtenus | Sièges obtenus |
| Année | Liste | Liste                     | Commune       | Voix     | %        | Rang     | Voix    | %       | Rang    | CA             | CM             |
| ----- | ----- | ------------------------- | ------------- | -------- | -------- | -------- | ------- | ------- | ------- | -------------- | -------------- |
| 2020  |       | LREM puis LREM diss. - LR | Lyon 5e       | 2 101    | 19,85    | 2e       | 3 381   | 31,74   | 2e      | 4 / 24         | 1 / 8          |
| 2020  |       | LREM puis LREM diss. - LR | Ville de Lyon | 15 786   | 14,92    | 3e       | 30 965  | 30,58   | 2e      | 56 / 221       | 18 / 73        |

## Décoration
Yann Cucherat est nommé, le 29 janvier 2025, au grade de chevalier de l'ordre national de la Légion d'honneur, au titre d'« ancien gymnaste de haut niveau et responsable de la haute performance à l'Agence nationale du sport ; 27 ans de services ».